# I miei problemi con le donne
I miei problemi con le donne (The Man Who Loved Women) è un film del 1983 diretto da Blake Edwards, con protagonisti Burt Reynolds e Julie Andrews.

## Trama
David Fowler è uno scultore che adora le donne. Una fissazione la sua che lo porta a cercarne le ragioni nella psicoanalisi. La bella analista Marianna lo ascolta con professionale pazienza ed interesse: David è pieno di problemi e di ansie, fino ad una temporanea impotenza. Sul rituale divano, David enumera a Marianna i suoi successi, ma anche la sua insoddisfazione, rivivendo l'infanzia e i primi approcci con il mondo femminile. Al termine dell'excursus, David si accorge di desiderare Marianna e quest'ultima capisce di amare il proprio cliente. David smette l'analisi per vivere alcuni mesi felici assieme alla sua nuova innamorata. Segue un periodo di crisi fra i due che decidono di separarsi. David riprende la sua vita di sempre, fra donne e sculture, ma un fortuito incidente d'auto ne conclude l'esistenza.